# Morinda pandurifolia
Morinda pandurifolia är en måreväxtart som beskrevs av Carl Ernst Otto Kuntze. Morinda pandurifolia ingår i släktet Morinda och familjen måreväxter. Inga underarter finns listade i Catalogue of Life.